# Johan Sætre
Johan Sætre, född 5 januari 1952 i Trysil i Hedmark fylke är en norsk före detta backhoppare som var aktiv under 1970- och 1980-talet. Han representerade Idrettslaget Trysilgutten.

## Karriär
Johan Sætre debuterade internationellt under tysk-österrikiska backhopparveckan i Schattenbergbacken i Oberstdorf i dåvarande Västtyskland 30 december 1973 med en 45:e plats. Hans första placering bland de tio bästa i en deltävling i backhopparveckan kom säsongen 1974/1975 då han blev nummer 5 i öppningstävlingen i Oberstdorf. Han kom på prispallen i en internationell tävling första gången januari 1976 i Bischofshofen. Hans första och enda seger i världscupen fick han i Gstaad 23 januari 1981.
I olympiska spelen 1976 i Innsbruck i Österrike slutade Johan Sætre på en delad 18:e plats (med Karel Kodejška) och i stora backen blev han nummer 13. Sætre deltog också i olympiska spelen 1980 i Lake Placid i USA. Där blev han nummer 14 i normalbacken och nummer 31 i stora backen i MacKenzie Intervale Ski Jumping Complex.
Sætre deltog i Skid-VM 1982 på hemmaplan i Holmenkollen i Oslo. Han blev nummer 17 i normalbacken (Midtstubakken) och nummer 24 i stora backen (Holmenkollbakken). I lagtävlingen lyckades det norska laget (Johan Sætre, Per Bergerud, Ole Bremseth och Olav Hansson) ta hem guldet 0,9 poäng före Österrike och 47,7 poäng före Finland.
Johan Sætre blev nummer tre i Holmenkollen ("Holmenkollrennet") 1976 (efter österrikarna Karl Schnabl och Toni Innauer). I tävlingen i Holmenkollen 1978 blev han tvåa efter DDR-hopparen Harald Duschek. Han tog åter andraplatsen i "Kollen" 1979 efter landsmannen Per Bergerud.
I perioden 1974 till 1982 vann Sætre tio norska mästerskap i backhoppning, i normalbacken 1974–1977, 1979 samt 1980 och i stora backen 1976, 1977, 1980 och 1982. Sætre är därmed den som vunnit flest norska mästerskap i backhoppning genom tiderna. Hans sista stora tävling var i Holmenkollen 1983. Då blev han nummer 15.

## Utmärkelser
- 1981 tilldelades Johan Sætre Holmenkollenmedaljen.

## Internationella meriter
- 1974: Nr 9 i normalbacken under VM i Falun
- 1975: Nr 2 i Falun
- 1976: Nr 2 i Falun, nr 3 i Bischofshofen och i  Holmenkollen
- 1976/77: Nr 5 i Oberstdorf
- 1978: Nr 2 i  Holmenkollen
- 1979: Vinnare i Falun, nr 2 i Bischofshofen och i  Holmenkollen
- 1980: Två andraplatser i världscupen; St. Moritz och Engelberg, och en tredjeplats
- 1981: Seger i Gstaad, en andraplats och två tredjeplatser
- 1981/82: Nr 2 i Cortina d'Ampezzo och nr 3 i Strbske Pleso
- 1983: Nr 15 i Holmenkollen